# Tống Bình công
Tống Bình công (chữ Hán: 宋平公, ?-532 TCN, trị vì: 575 TCN-532 TCN), tên thật là Tử Thành (子成), là vị vua thứ 26 của nước Tống - chư hầu nhà Chu trong lịch sử Trung Quốc.

## Lên ngôi
Tử Thành là con trai của Tống Cung công, vị vua thứ 25 của nước Tống. Tháng 6 năm 576 TCN, vua cha Tống Cung công qua đời. Tư mã nước Tống là Đường Sơn giết chết anh Tử Thành là thế tử Tử Phì. Hữu sư Hoa Nguyên trốn sang nước Tấn, đến đất Hà rồi mượn quân về nước, diệt tộc Đường Sơn rồi lập Tử Thành lên làm vua, tức Tống Bình công.
Sau khi Đường Sơn bị giết, các đại phu Ngư Thạch, Hướng Vi Nhân, Lân　Chu, Hướng Đái định trốn ra nước ngoài nhưng Hoa Nguyên phái người ngăn lại mời về. Các đại phu ban đầu không chịu. Tháng 10 năm đó, Hoa Nguyên đích thân đến mời, đại phu họ Hoàn đồng ý còn những người khác bỏ trốn sang nước Sở. Hoa Nguyên phong cho Hướng Tố Tuất làm Tả sư, Lã Tá Tố làm Tư mã, Nhạc Duệ làm tư khấu để yên định trong nước.

## Theo Tấn chống Sở
Cũng như nhiều vua Tống trước, Bình công theo chính sách thân nước Tấn, thường dự hội chư hầu do Tấn tổ chức và hội binh với Tấn chống các nước thuộc phe nước Sở.
Năm 576 TCN, Trịnh Thành công sai công tử Hỉ mang quân đánh Tống. Tống Bình công sai Tương Sừ ra cự. Tương Sừ đánh bại quân Trịnh ở Phù Cừ. Sau đó vì Tương Sừ chủ quan, bị công tử Hỉ đánh bại tại Chước Lăng, bị quân Trịnh bắt sống.
Năm 573 TCN, Trịnh Thành công hợp binh với nước Sở đánh nước Tống – đồng minh của Tấn. Hai bên đánh nhau ở Bành Thành. Nước Tống cầu cứu nước Tấn. Tấn Điệu công mang quân đến Thai Cốc cứu Tống. Quân Sở và Trịnh rút lui, nhưng nước Tống không lấy lại được Bành Thành vì 5 đại phu nước Tống ở đây đã hàng Sở, mang thành này theo nước Sở. Sang năm 572 TCN, Tống Bình công cử Hoa Nguyên mang quân hội với quân Tấn và các chư hầu đánh Bành Thành. Các đại phu nước Tống cũ (đã theo Sở) không chống nổi phải đầu hàng, bị bắt về nước Tấn.
Năm 568 TCN, Sở Cung vương tấn công nước Trần. Trần Ai công cầu cứu nước Tấn. Tấn Điệu công bèn hội quân chư hầu, Tống Bình công mang quân hưởng ứng cùng các nước Lỗ, Tề, Vệ, Trịnh cùng đi cứu nước Trần. Quân Sở giải vây rút về.
Năm 565 TCN, Sở Cung vương lại sai công tử Trinh đi đánh nước Trần. Trần Ai công lại cầu cứu nước Tấn. Tống Bình công lại cùng họp binh cùng nước Tấn, Vệ, Lỗ, Tào, Châu ở nước Trịnh, bàn việc đi cứu nước Trần. Nhưng Tấn Điệu công vẫn không quả quyết tiến quân. Kết quả Trần Ai công phải xin giảng hòa, thần phục với Sở để được giải vây.
Năm 562 TCN, nước Trịnh (chư hầu theo Sở) giao cho Công Tôn Xá Chi mang quân đánh Tống. Nước Tấn lại hội các chư hầu Tề, Tào, Vệ, Cử, Châu, Tiết, Kỷ, Tiểu Châu cùng đánh Trịnh. Quân chư hầu chiếm được đất nước Hứa cũ (mà Trịnh đã chiếm). Trịnh Giản công bèn xin giảng hòa. Hai bên thề ở phía bắc Bạc Thành.
Năm 559 TCN, Tống Bình công hợp binh với nước Tấn, Tề, Vệ, Lỗ, Tào, Cử, Châu, Đằng và Tiết cùng đánh Tần, nhưng chưa thắng đã lui quân.
Năm 557 TCN, Tống Bình công mang quân đánh Trần vì Trần ngả theo Sở. Tướng Trần là Tư đồ Ngang ra nghênh chiến nhưng chủ quan, bị quân Tống bắt sống.
Năm 555 TCN, Tề Linh công lấn chiếm biên giới phía bắc nước Lỗ. Tống Bình công cùng các nước Tấn, Lỗ, Vệ, Trịnh, Tào, Cử, Chu, Đằng, Tiết (薛), Kỷ, Tiểu Chu (小邾) cùng đánh Tề, đuổi theo vây thành Lâm Tri, đốt phá nhà cửa ở ngoại thành rồi rút đi.

## Dàn hòa hai nước bá chủ
Hướng Thú nước Tống kết bạn với cả Triệu Mạnh nước Tấn và Lệnh doãn Tử Mộc nước Sở. Hướng Thú muốn chư hầu kết thúc nạn chiến tranh liên miên vì ngôi bá chủ giữa nước Tấn và nước Sở, bèn xin lệnh Tống Bình công. Bình công ưng thuận, cử Hướng Thú đi ngoại giao với 2 nước lớn Tấn, Sở đề nghị dàn xếp để hội chư hầu, trong đó cả hai nước Tấn và Sở đều làm bá chủ.
Hai nước lớn đồng tình với gợi ý của nước Tống, chư hầu thống nhất tổ chức hội nghị tại nước Tống.
Vào tháng 5 năm 546 TCN, chư hầu các nước đến hội họp, Tống Bình công đứng ra tổ chức. Hội chư hầu gồm có Tấn, Sở, Lỗ, Sái, Tần, Vệ, Trần, Trịnh, Hứa, Tào. Đây là hội chư hầu đầu tiên cả vua Tấn và vua Sở cùng làm bá chủ và được xác định là hội nghị duy nhất có sự kiện này trong thời Xuân Thu.
Tại hội, Tấn Bình công và Sở Khang vương cùng lên bôi sáp huyết thề trước tiên, sau đó đến các vua chư hầu nhỏ. Các chư hầu theo Tấn sang chào Sở Khang vương, các chư hầu theo Sở sang chào Tấn Bình công. Tấn và Sở thống nhất coi Tề và Tần là chư hầu hàng thứ 2. Sau khi bàn bạc, tới tháng 7 năm đó Tấn và Sở ký hiệp ước. Từ đó trong một thời gian, các chư hầu bớt phải tham gia vào các liên minh tranh giành bá chủ giữa Tấn và Sở, do công lao của nước Tống.
Năm 534 TCN, nước Trần có loạn, các công tử tranh ngôi. Sở Linh vương sai công tử Khí Tật mang quân đánh Trần. Tống Bình công sai Đái Ác mang quân giúp Sở đánh Trần.

## Truyền ngôi
Thời Tống Bình công làm vua tuy có quan hệ đối ngoại tốt nhưng bên trong nước Tống vẫn không hoàn toàn yên ổn. Năm 556 TCN, nước Tống xảy ra nội loạn giữa các đại phu. Đại phu Hoa Duyệt mất, em là Hoa Tần thấy con Duyệt là Tỉ yếu hèn, bèn sai quân cướp giết gia tể là Hoa Ngô trước Lư Môn. Tống Bình công biết chuyện nhưng bất lực không can thiệp được.
Tống Bình công sinh được con lớn là Tử Tòa, lập làm thế tử. Tòa đẹp trai nhưng tính khí khó bảo. Sau đó, ông lấy con gái tư đồ Nhuế là Nhuế Khí có tướng mạo khác thường, sinh được con trai nhỏ là Tử Tá, tuy xấu người nhưng ngoan.
Thế tử Tòa mâu thuẫn với đại thần Huệ Tường Y Lệ. Năm 547 TCN, sứ nước Sở đến nước Tấn đi qua nước Tống, thế tử Tòa bèn xin ra đón tiếp. Y Lệ muốn hại thế tử Tòa, bèn xin Tống Bình công ra giúp thế tử tiếp sứ nước Sở. Được Bình công đồng ý, Y Lệ đi ra trước thế tử Tòa, tự mình giết một con thú làm vật tế và viết một tờ minh ước, giả làm bằng chứng rằng thế tử Tòa tư thông với sứ nước Sở để đánh úp nước Tống nhằm nhanh chóng lên nối ngôi. Tống Bình công tin là thực, bèn sai người đi tra xét việc đó. Quá trưa hôm đó, thế tử Tòa không phân trần được nên thắt cổ chết.
Sau đó, Tống Bình công điều tra ra vụ án là do Y Lệ chủ mưu, bèn sai bỏ Y Lệ vào nồi nấu, rồi lập con thứ là Tử Tá làm thế tử.
Năm 532 TCN, Tống Bình công qua đời. Ông làm vua được 44 năm. Thế tử Tử Tá lên nối ngôi, tức là Tống Nguyên công.

## Gia quyến
- Cha: Tống Cung công
- Mẹ: Trương Thuần Nhã
- Con cái:
  - Tống Nguyên công
  - Nam Tử - Tử Huệ(sau gả cho Vệ Linh công)